# Carlo Azeglio Ciampi
Carlo Azeglio Ciampi (n. 9 decembrie 1920, Livorno, Regatul Italiei – d. 16 septembrie 2016, Roma, Italia) a fost al zecelea președinte al Italiei începând cu 13 mai 1999.
După o diplomă universitară în literatură în 1941 de la Scuola Normale Superiore din Pisa, una dintre universitățile cele mai prestigioase din țară, a obținut o diplomă în drept de la Universitatea din Pisa în 1946. În același an a început să lucreze la Banca d'Italia. În 1960 a început să lucreze în administrația centrală a Banca d'Italia, în 1973 a devenit secretar general, în 1976 vicepreședinte, iar în 1978 a devenit președinte general. În octombrie 1979 a fost nominalizat la funcția de guvernator la Banca d'Italia și președinte al Ufficio Italiano Cambi, funcții în care a lucrat până în 1993. Din aprilie 1993 până în mai 1994 a fost prim-ministru, dezvoltând un guvern de tranziție. După aceea a devenit Ministru de Finanțe (din 1996 până în mai 1999). Se crede că el este cel care a reușit îndeplinirea criteriilor pentru aderarea la Euro de către Italia.